# Revak, lo schiavo di Cartagine
Revak, lo schiavo di Cartagine (The Barbarians) è un film del 1960, diretto da Rudolph Maté e tratto dal romanzo The Barbarians di Francis Van Wyck Mason. Il film è stato distribuito sul mercato home video anglosassone anche con il titolo Revak the Rebel.

## Trama
Revak è il figlio del re dell'isola celta di Penda, al largo delle coste della penisola iberica, al tempo della seconda guerra punica. La flotta cartaginese, guidata dallo spietato ammiraglio Kainus, conquista di sorpresa la sua terra natia ed obbliga il re a fornire sostegno e viveri a Cartagine per una durata di due anni, lasciando una guarnigione sull'isola e prendendo in ostaggio per questo periodo Revak e sua sorella per avere la sicurezza che il patto sarà rispettato. Arrivato a Cartagine Revak viene impiegato come guida di elefanti e diventa il preferito di una nobildonna, tuttavia egli mette la propria passione per la donna in secondo piano rispetto al bruciante desiderio di vendetta verso gli occupanti della sua terra. A Cartagine conosce inoltre un romano con cui inizia a pianificare di aiutare Roma nella conquista di Cartagine. L'impresa avrà successo e Revak riesce a fuggire con i suoi compagni su una nave dopo aver battuto l'equipaggio cartaginese ed ucciso il suo crudele comandante Kainus.